# Batenburg
Batenburg est un village situé dans la commune néerlandaise de Wijchen, dans la province de Gueldre. Le 1er janvier 2006, le village comptait 570 habitants.
Le 1er janvier 1984, la commune de Batenburg a été rattachée à Wijchen.
Elle abrite les ruines d'un château médiéval.

## Galerie

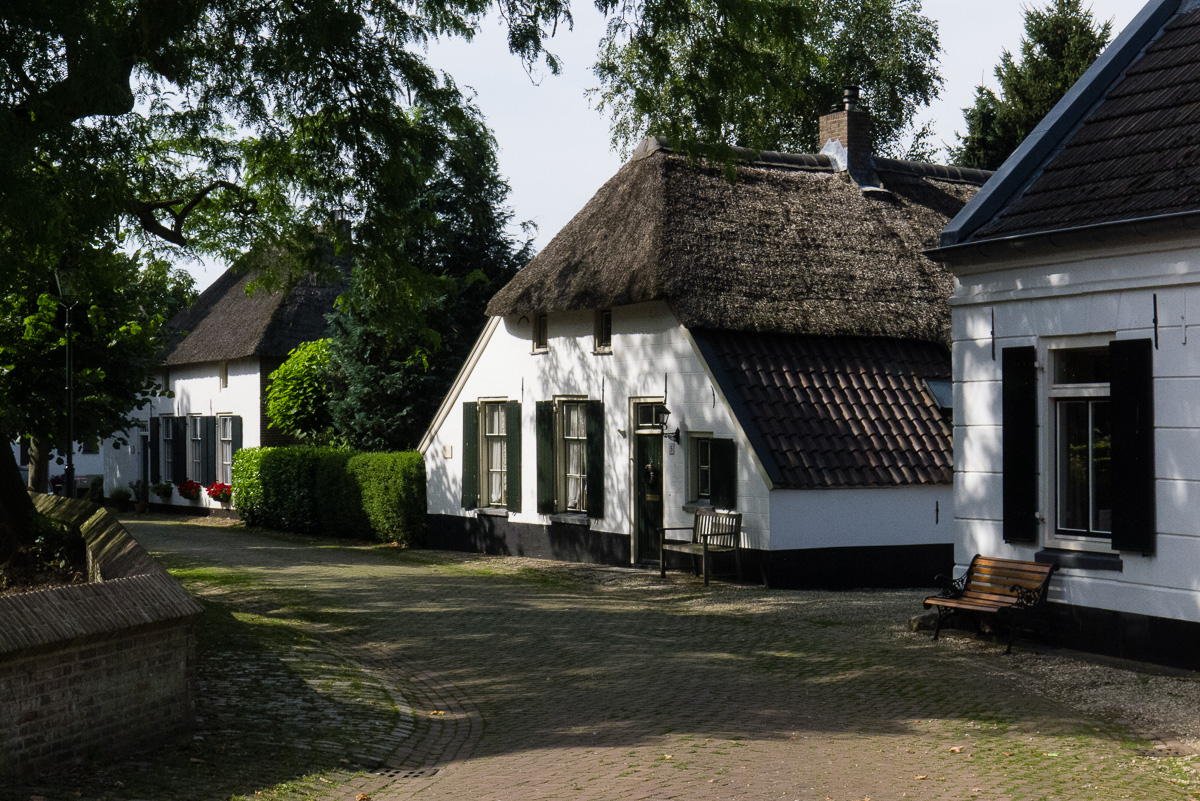
Vue de la rue de l'église.
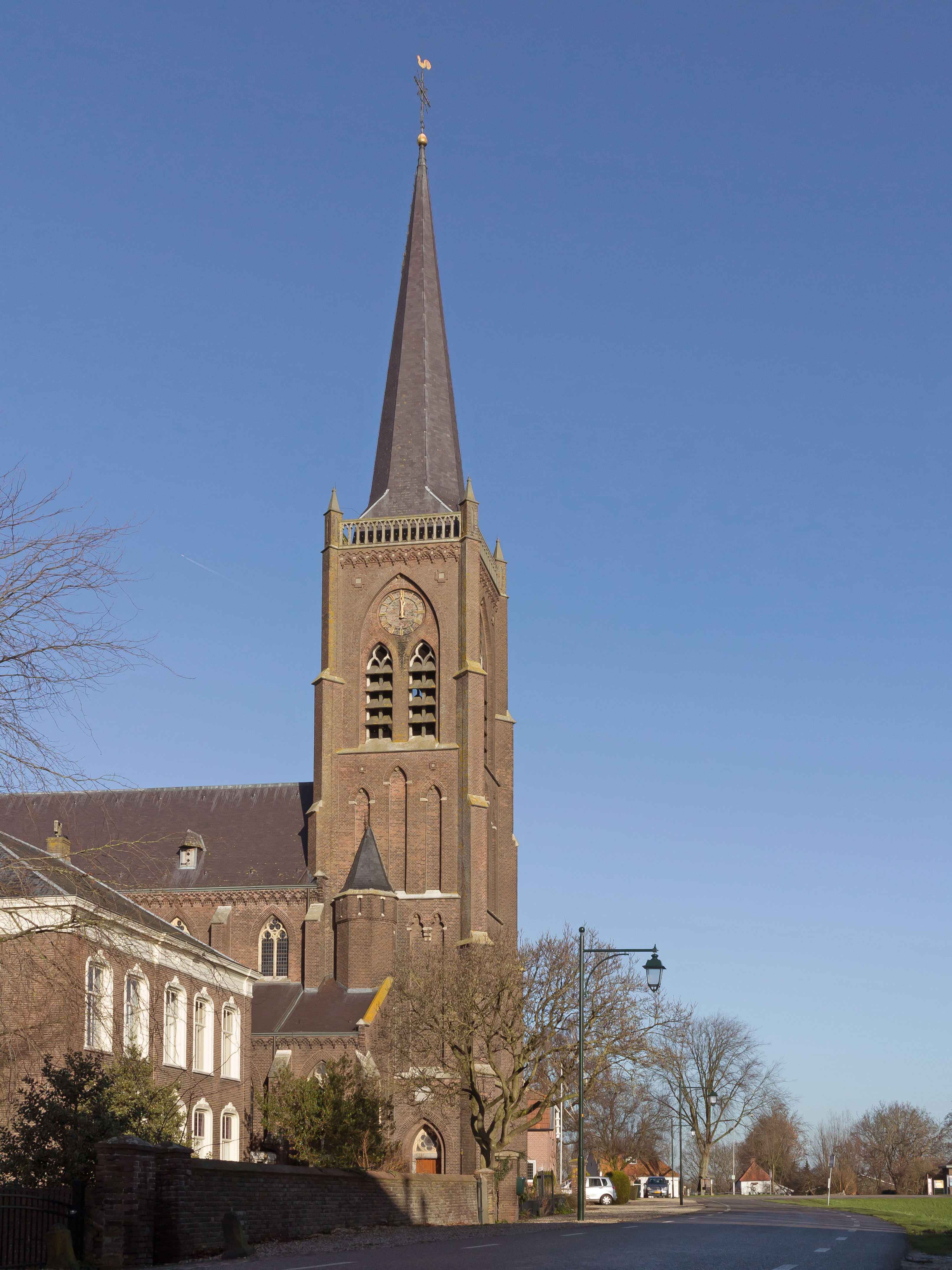
Eglise catholique de Saint Victor.
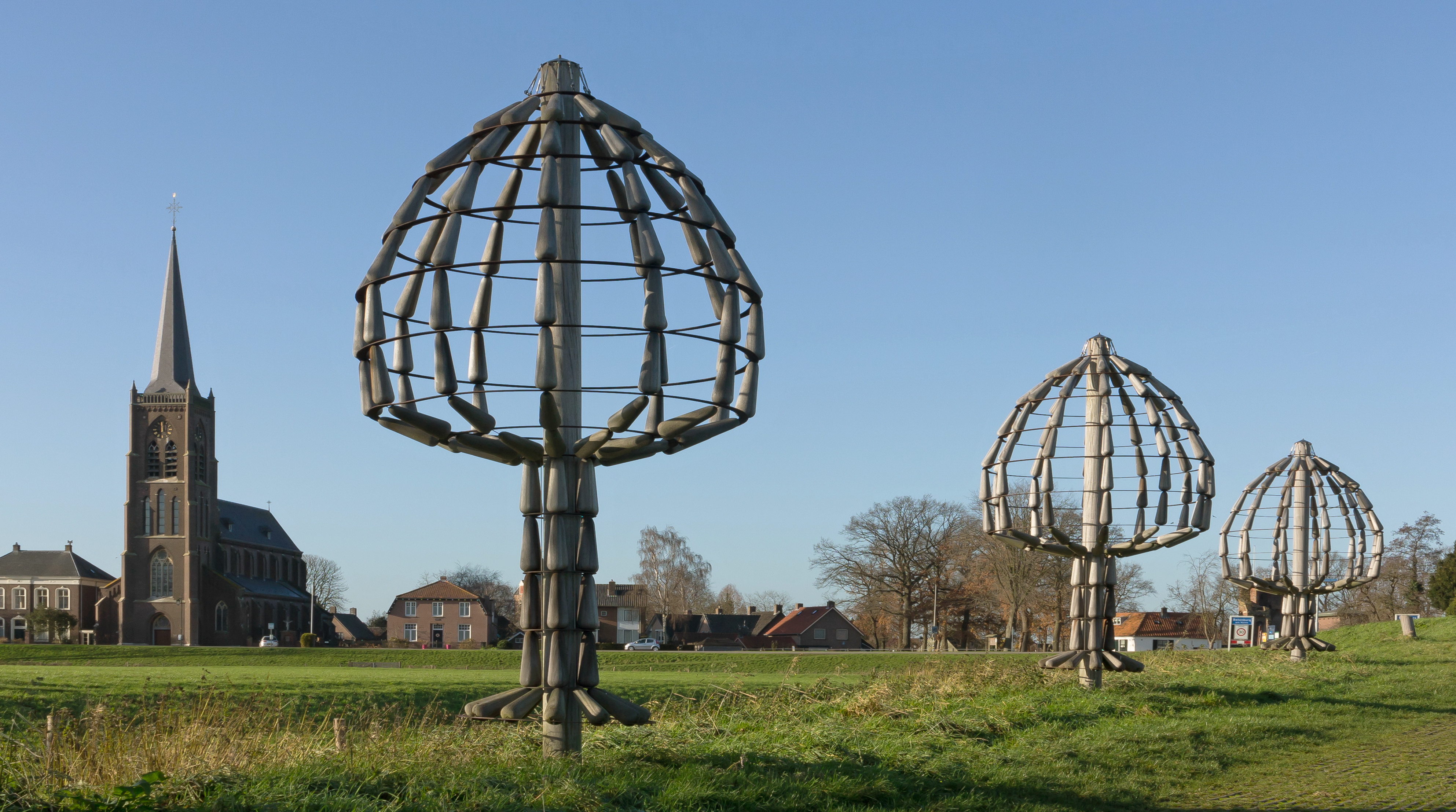
La sculpture (de Boombeelden de Marc de Roover)
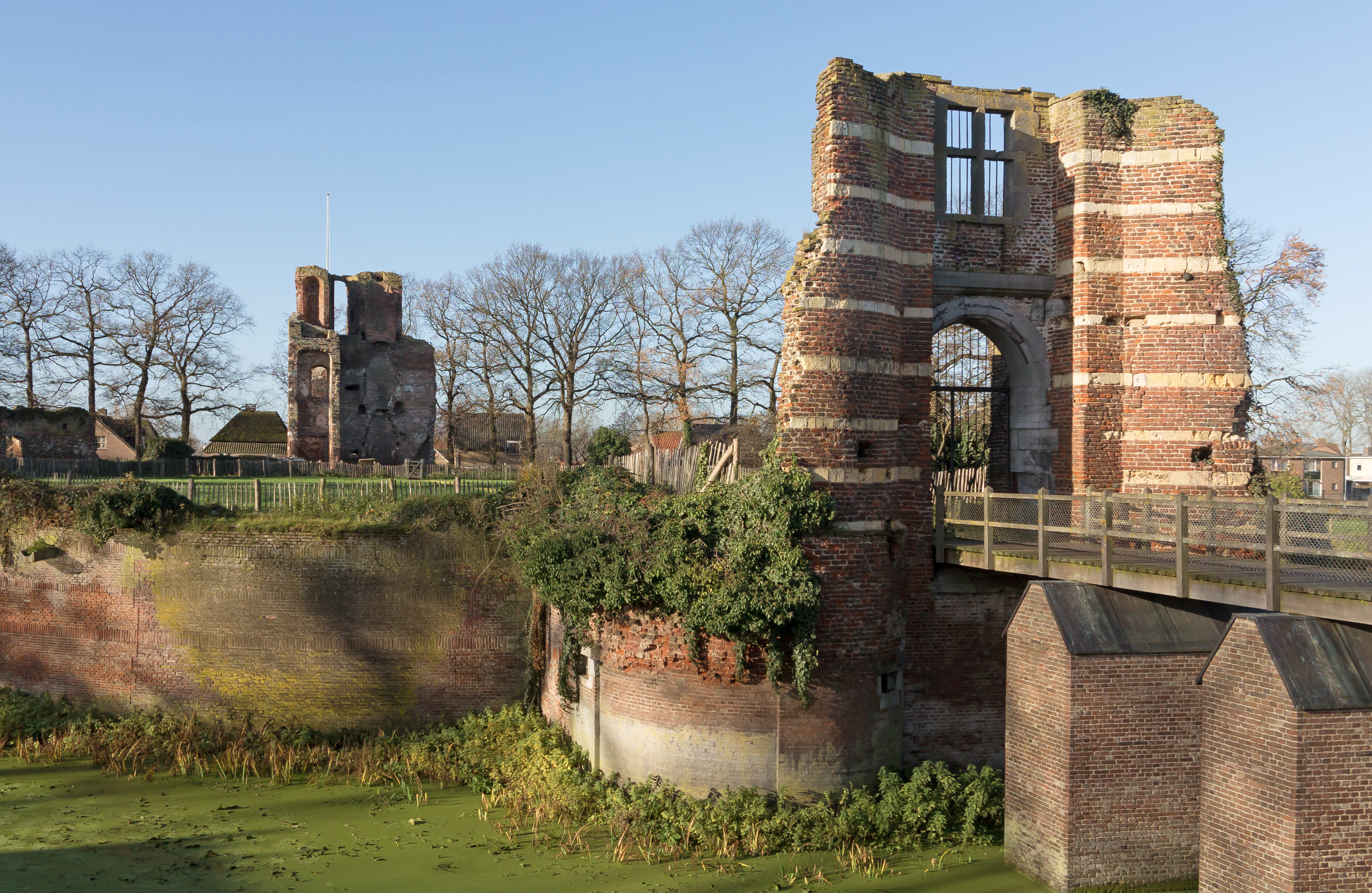
Ruines du château.
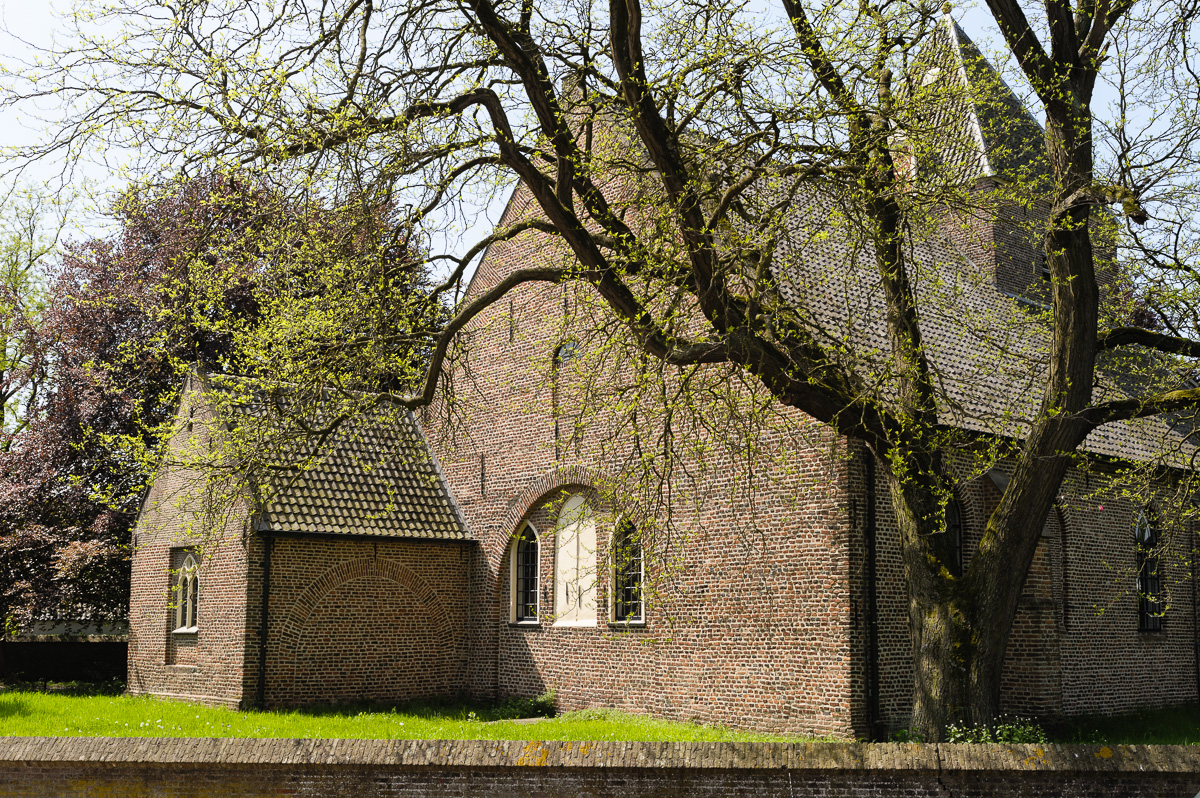
Ancienne église St Victor.
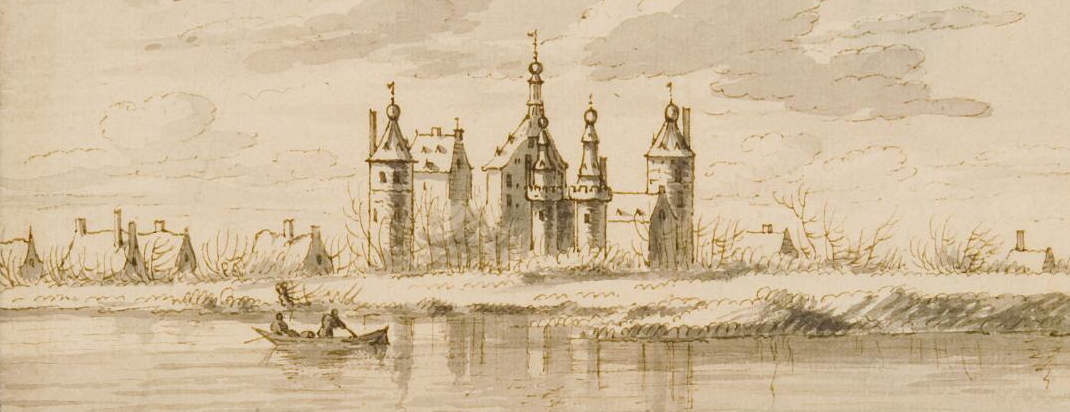
La ville aux environs de 1674.
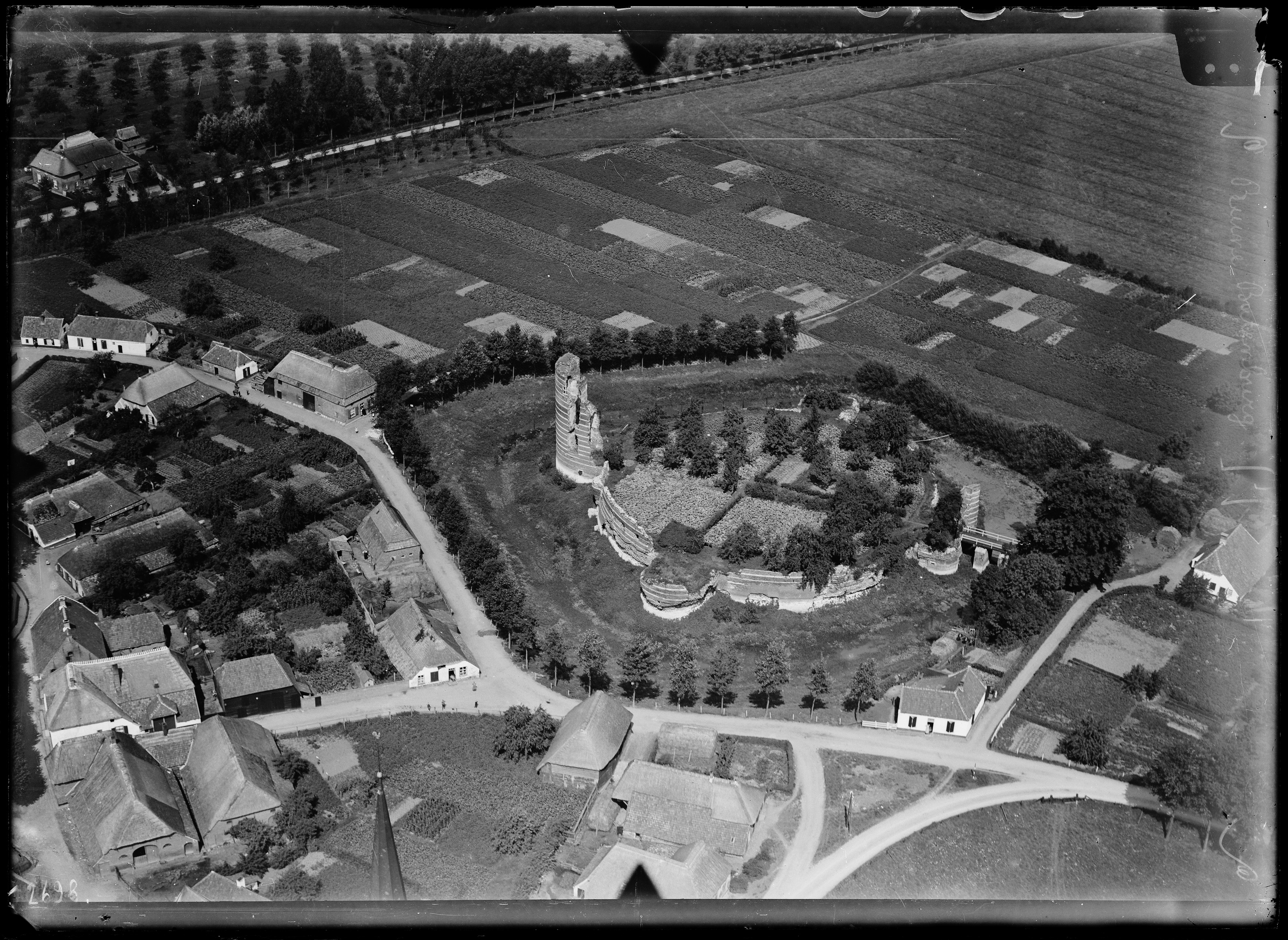
Vue aérienne des ruines du château prise entre 1920 et 1940.